# Стіві Фрашері
Стіві Фрашері (алб. Stivi Frashëri; нар. 29 серпня 1990, Корча, Албанія) — албанський футболіст, воротар клубу «Теута» з Суперліги Албанії.

## Клубна кар'єра

### Ранні роки
Футболом розпочав займатися в 14-річному віці в складі «Скендербеу». У 2007 році переїхав до Греції, де підписав контракт з «Арісом» (Салоніки). Спочатку тренувався з молодіжною командою клубу, але після декількох вдалих матчів, отримав можливість займатися з першою командою «Аріса». У Греції провів три роки, а в 2010 році вирішив повернутися на батьківщину, щоб вперше в кар'єрі отримати можливість грати виступати за дорослу команду.

### «Бюліс» (Балш)
Після повернення до Албанії Фрашері приєднався до новачка албанської Суперліги «Бюліс» (Балш), де у віці 20 років став основним воротарем команди, незважаючи на конкуренцію з боку вже вікового колишнього воротаря збірної Нігерії Ндубулусі Егбо. У своєму дебютному сезоні в Албанії зіграв 22 матчі в чемпіонаті (з 33-ох можливих) та допоміг клубу фінішувати 6-му з 12 команд-учасниць. У наступному сезоні залишився основним воротарем, знову виграв конкуренцію в Ндубулусі Егбо та новачка Едуарда Мічо, зіграв у 15-ти з 26-ти матчів у чемпіонаті та допоміг своєму клубу посісти шосте місце з 14 команд-учасниць. У сезоні 2012/13 років «Бюліс» боровся за виживання, Стіві допоміг команді зберегти своє місце в еліті албанського футболу, випередивши лише на одне очко найближчого переслідувача, який понизився в класі. «Бюліс» у двох поспіль розіграшах кубку Албанії вибував на стадії чвертьфіналу, після цього Фрашері допоміг своїй команді дійти до фіналу проти «Лачі», якому команда з Балша поступилася, оскільки Фрашері пропустив м'яч на 119-й хвилині. Сезон 2013/14 років виявився одним із найскладніших у кар’єрі Стіві, він намагався повернути собі місце основного воротаря, а його команду дискваліфікували з албанської Суперліги через інцидент за участю президента клубу та чиновників Федерації футболу Албанії, який спровокував масову бійку. Після того, як клуб дискваліфіковали з албанської Суперліги, Фрашері, як і решта гравців основного складу почала шукати нові клуби, до яких приєднатися наступного сезону.

### «Тирана»
У червні 2014 року керівництво «Тирани» почала шукати заміну Іліону Ліціи, який перейшов до «Фламуртарі» (Вльора), вони вважали Фрашері ідеальною заміною, оскільки гравець залишався вільним агентом. У тому ж місяці «Кукесі», інший колектив албанської Суперліги, проявляв інтерес до Фрашері, але воротар обрав «Тирану», заявивши, що підпише контракт з клубом. Дебютував за нову команду 24 серпня, вийшовши на поле в стартовому складі переможного (3:0) поєдинку проти новачка Суперліги «Аполонії» на стадіоні Кемаль Стафа.
У матчі дербі проти «Партизані» Стіві допустив помилку під час вибивання м'яча, а нападник «Партизані» Стеван Рачич відзначився голом, який виявився вирішальним та приніс перемогу своїй команді з рахунком 2:1. Його жорстко критикували після матчу, а тренер Гугаш Магані заявив, що Фрашері не може впоратися з тиском у такому поєдинку. Після цього Фрашері просидів на лавці запасних у наступного матчі, а потім, оновлюючи статус на своїй фан-сторінці у Facebook, Фрашері звинуватив «Тирану» та його товаришів по команді в тому, що його дуже образили. 17 березня 2015 року «Тирана» оголосив про дискваліфікацію Фрашері на 3 місяці через звинувачення на адресу клубу. Але, незважаючи на вище вказану негативну ситуацію, Фрашері зробив коротку заяву, де зазначив, що не покине «Тирану».
8 квітня 2015 року Фрашері повернувся на матч Кубку Албанії проти «Лачі», але залишився на лавці запасних, оскільки «Тирана» надала місце в стартовому складі Едвану Бакаю. Повернувся до стартового складу 9 травня 2015 року в нічийному (0:0) поєдинку проти «Скендербеу».

### Повернення в «Бюліс» (Балш)
31 січня 2016 року, в останні день зимового трансферного вікна, Стіві повернувся до «Бюліс» (Балш), з яким підписав контракт до кінця сезону. Дебютував за команду після свого повернення 6 лютого, в переможному (4:0) домашньому поєдинку проти іншого клубу, який боровся за виживання, «Тарбуні Пука». Перед початком наступного матчу, проти свого колишнього клубу «Тирана», колишні партнери Стіві по столичному клубу відмовилися тиснути руку Фрашері, що змусило Федерацію футболу Албанії оштрафувати «Тирану» за негідну поведінку її гравців. До завершення сезону Фрашері зіграв 16 матчів, 7 з яких провів «на нуль», але цього виявилося недостатньо, оскільки «Буліс» вже через сезон повернувся до Першого дивізіону Албанії.

### «Фламуртарі» (Вльора)
2 вересня 2016 року вільним агентом приєднався до «Фламуртарі» (під керівництво колишнього головного тренера «Тирани» Гугаш Магані), з яким підписав контракт до червня 2017 року. За підсумками сезону зіграв 11 матчів, після чого залишив команду, яка ледве уникла пониження в класі.

### «Кукесі»
21 серпня 2017 року перейшов до «Кукесі», з яким підписав 2-річний контракт. У команді став другим воротарем, після Енея Количи. Перші 10 матчів у чемпіонаті провів на лаві запасних, а 20 листопада в програному (1:2) домашньому поєдинку проти «Партизані» (Тирана) вийшов на поле в стартовому складі.

## Кар'єра в збірній

### Юнацькі та молодіжна збірні Албанії

#### U-17
Фрашері входив до складу юнацької збірної Албанії (U-17) у кваліфікації юнацького чемпіонату Європи (U-17). Зіграв в усих трьох матчах у групі 9, а дебютував за вище вказану збірну 15 жовтня в програному (1:4) поєдинку проти однолітків з Фінляндії. З одним набраним очком Албанія фінішувала в своїй групі на останньому місці.

#### U-19
Свій дебютний виклик до юнацької збірної Албанії (U-19) отримав на матчі юнацького чемпіонату Європи (U-19). Свій перший матч за вище вказану збірну зіграв 8 жовтня 2008 року, албанці поступилися одноліткам з Англії з рахунком 0:3. Потім зіграв у програному (0:5) поєдинку групи 9 проти Сербії, а в останньому матчі проти Північної Ірландії поступився місцем у воротах Елсону Демі.

#### Молодіжна збірна
Вперше до табору молодіжної збірної Албанії отримав виклик від Артана Бушаті на матч кваліфікації молодіжного чемпіонату Європи проти Азербайджану 4 вересня 2010 року, але залишився на лаві запасних, поступившись місцем у воротах Шпетіму Мочці.
У кваліфікації молодіжного чемпіонату Європи 2013 рпоку відіграв усі 90 хвилин у всіх 8 матчах групи 6.

### Головна збірна
Фрашері отримав свій дебютний виклик до головної збірної від Джанні Де Б'язі на товариські матчі проти Франції та Італії 14 та 18 листопада 2014 року, в команді замінив воротаря представника клубу албанської Суперліги «Партизані» (Тирана) Албана Ходжу, який мав певні сімейні проблеми. В обох матчах залишався третім воротарем (з 23-ім ігровим номером), після основного воротаря Етріта Беріші та Оргеса Шехі.

## Статистика виступів

### Клубна
Станом на 24 лютого 2020.
| Сезон                    | Команда                  | Чемпіонат                | Чемпіонат | Чемпіонат | Нац. кубок | Нац. кубок | Нац. кубок | Єврокубки | Єврокубки | Єврокубки | Інші кубку | Інші кубку | Інші кубку | Загалом | Загалом |
| Сезон                    | Команда                  | Змаг                     | Матчі     | Голи      | Змаг       | Матчі      | Голи       | Змаг      | Матчі     | Голи      | Змаг       | Матчі      | Голи       | Матчі   | Голи    |
| ------------------------ | ------------------------ | ------------------------ | --------- | --------- | ---------- | ---------- | ---------- | --------- | --------- | --------- | ---------- | ---------- | ---------- | ------- | ------- |
| 2009-2010                | «Аріс» (Салоніки)        | СЛ                       | 0         | 0         | КГ         | 0          | 0          | -         | -         | -         | -          | -          | -          | 0       | 0       |
| 2010-2011                | «Бюліс» (Балш)           | СА                       | 22        | -28       | КА         | 2          | -6         | -         | -         | -         | -          | -          | -          | 24      | -34     |
| 2011-2012                | «Бюліс» (Балш)           | СА                       | 15        | -17       | КА         | 5          | -2         | -         | -         | -         | -          | -          | -          | 20      | -19     |
| 2012-2013                | «Бюліс» (Балш)           | СА                       | 18        | -17       | КА         | 4          | -4         | -         | -         | -         | -          | -          | -          | 22      | -21     |
| 2013-2014                | «Бюліс» (Балш)           | СА                       | 13        | -11       | КА         | 2          | -2         | -         | -         | -         | -          | -          | -          | 15      | -13     |
| 2014-2015                | «Тирана»                 | СА                       | 27        | -22       | КА         | 1          | 0          | -         | -         | -         | -          | -          | -          | 28      | -22     |
| 2015-січ. 2016           | «Тирана»                 | СА                       | 6         | -5        | КА         | 1          | -1         | -         | -         | -         | -          | -          | -          | 7       | -6      |
| Усього за «Тирану»       | Усього за «Тирану»       | Усього за «Тирану»       | 33        | -27       |            | 2          | -1         |           | -         | -         |            | -          | -          | 35      | -28     |
| січ.-лип. 2016           | «Бюліс» (Балш)           | СА                       | 16        | -14       | КА         | 0          | 0          | -         | -         | -         | -          | -          | -          | 16      | -14     |
| Усього за «Бюліс» (Балш) | Усього за «Бюліс» (Балш) | Усього за «Бюліс» (Балш) | 84        | -87       |            | 13         | -14        |           | -         | -         |            | -          | -          | 97      | -101    |
| 2016-2017                | «Фламуртарі»             | СА                       | 11        | -13       | КА         | 4          | -4         | -         | -         | -         | -          | -          | -          | 15      | -17     |
| 2017-2018                | «Кукесі»                 | СА                       | 9         | -7        | КА         | 6          | -4         | ЛЧУ       | -         | -         | СА         | 0          | 0          | 15      | -11     |
| 2018-2019                | «Кукесі»                 | СА                       | 32        | -26       | КА         | 8          | -8         | ЛЧУ+ЛЄУ   | 4+1       | -4 + -5   | -          | -          | -          | 45      | -43     |
| лип.-сер. 2019           | «Кукесі»                 | СА                       | 0         | 0         | КА         | 0          | 0          | ЛЄУ       | 2         | -4        | СА         | -          | -          | 2       | -4      |
| Загалом за «Кукесі»      | Загалом за «Кукесі»      | Загалом за «Кукесі»      | 41        | -33       |            | 14         | -12        |           | 7         | -13       |            | 0          | 0          | 62      | -58     |
| 2019-2020                | «Теута»                  | СА                       | 34        | -31       | КА         | 5          | -3         | ЛЄУ       | -         | -         | -          | -          | -          | 39      | -34     |
| 2020-2021                | «Теута»                  | СА                       | 0         | 0         | КА         | 0          | 0          | ЛЄУ       | 2         | -4        | СА         | 1          | -1         | 3       | -5      |
| Загалом у «Теуті»        | Загалом у «Теуті»        | Загалом у «Теуті»        | 34        | -31       |            | 5          | -3         |           | 2         | -4        |            | 1          | -1         | 42      | -39     |
| Усього за кар'єру        | Усього за кар'єру        | Усього за кар'єру        | 203       | -191      |            | 38         | -34        |           | 9         | -17       |            | 1          | -1         | 251     | -243    |

### У збірній
Станом на 14 листопада 2014
| національна збірна Албанії | національна збірна Албанії | національна збірна Албанії |
| Рік                        | Матчі                      | Голи                       |
| -------------------------- | -------------------------- | -------------------------- |
| 2014                       | 0                          | 0                          |
| Загалом                    | 0                          | 0                          |

### У молодіжній збірній
| Дата       | Місто     | Господарі  | Результат | Гості      | Турнір                             | Голи | Примітки |
| ---------- | --------- | ---------- | --------- | ---------- | ---------------------------------- | ---- | -------- |
| 26-5-2010  | Ельбасан  | Албанія    | 2 – 2     | Польща     | Товариський матч                   | -    | 92'      |
| 26-3-2011  | Дуррес    | Албанія    | 3 – 1     | Грузія     | Товариський матч                   | -1   |          |
| 29-3-2011  | Ізраїль   | Ізраїль    | 1 – 1     | Албанія    | Товариський матч                   | -1   |          |
| 30-5-2011  | Ейндговен | Нідерланди | 5 – 0     | Албанія    | Товариський матч                   | -5   |          |
| 2-9-2011   | Шкодер    | Албанія    | 0 – 3     | Польща     | Кваліфікація молодіжного Євро-2013 | -3   |          |
| 6-9-2011   | Корча     | Албанія    | 4 – 3     | Молдова    | Кваліфікація молодіжного Євро-2013 | -3   |          |
| 11-10-2011 | Варшава   | Польща     | 4 – 3     | Албанія    | Кваліфікація молодіжного Євро-2013 | -4   |          |
| 10-11-2011 | Дуррес    | Албанія    | 0 – 1     | Росія      | Кваліфікація молодіжного Євро-2013 | -1   |          |
| 14-11-2011 | Дуррес    | Албанія    | 2 – 2     | Португалія | Кваліфікація молодіжного Євро-2013 | -2   |          |
| 6-6-2012   | Лісабон   | Португалія | 3 – 1     | Албанія    | Кваліфікація молодіжного Євро-2013 | -3   |          |
| 12-6-2012  | Москва    | Росія      | 0 – 0     | Албанія    | Кваліфікація молодіжного Євро-2013 | -    |          |
| 6-9-2012   | Молдова   | Молдова    | 2 – 1     | Албанія    | Кваліфікація молодіжного Євро-2013 | -2   | 15'      |
| Усього     |           | Матчів     | 12        |            | Голів                              | -25  |          |

## Досягнення

### Клубні
- Чемпіонат Албанії (1):

«Теута»: 2020-21
- Володар Кубка Албанії (2):

«Кукесі»: 2018-19
«Теута»: 2019-20
- Володар Суперкубка Албанії (1):

«Теута»: 2020
- Чемпіонат Косова (2):

«Балкані»: 2021-22, 2022-23
- Володар Суперкубка Косова (1):

«Балкані»: 2022